# Miss Limosín
Miss Limosín es un concurso de belleza francés que selecciona a una representante de la región de Limosín para el concurso nacional Miss Francia. Mujeres representando la región con varios títulos diferentes han competido en Miss Francia desde 1970, aunque el título de Miss Limosín no se utilizó regularmente hasta 1986.
La actual Miss Limosín es Emma Grégoire, quien fue coronada Miss Limosín 2024 el 5 de octubre de 2024. Ninguna mujer de Limosín ha ganado Miss Francia.

## Resumen de resultados
- Primera finalista: Sophie Vouzelaud (2006)
- Segunda finalista: Cécilia Perrier (1992)
- Terceras finalistas: Angélique Dusservaix (1975); Michèle Viravaud (1977)
- Cuarta finalista: Aude Destour (2018)
- Top 12/Top 15: Florence Bailet (1988); Priscilla Perrault (2000); Chloé Certoux (2008); Justine Posé (2009); Anaïs Berthomier (2017); Léa Graniou (2020)

## Galería

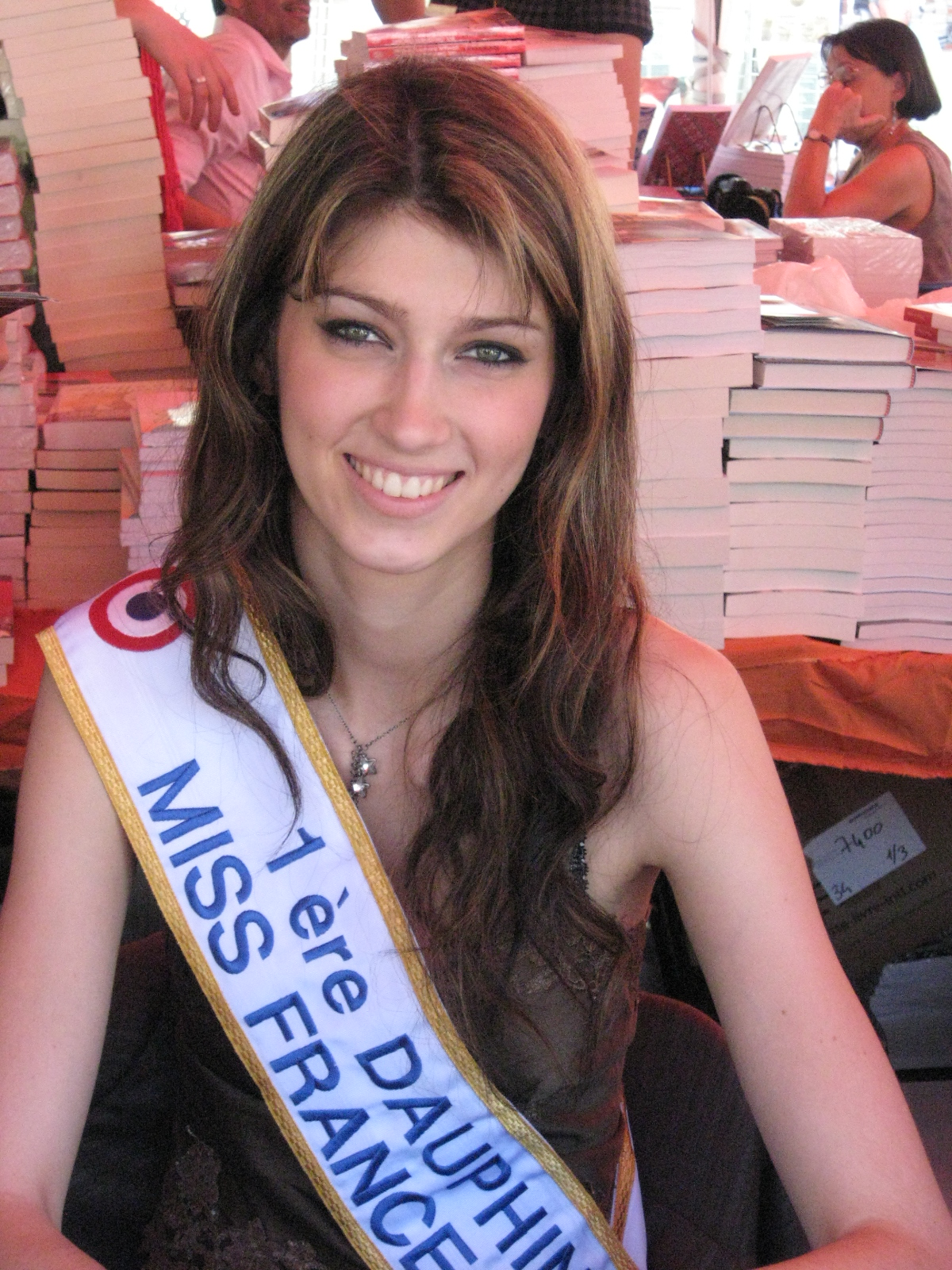
Miss Limosín 2006 Sophie Vouzelaud

## Ganadoras
Desde 1999 hasta 2005, la región compitió bajo el nombre de Miss Marche-Limousin. Antes de 1999 y después de 2005, la región compitió como Miss Limousin.
| Año  | Nombre                    | Edad | Altura          | Ciudad natal              | Posición en Miss Francia | Notas |
| ---- | ------------------------- | ---- | --------------- | ------------------------- | ------------------------ | --- |
| 2024 | Emma Grégoire             | 23   | 1,78 m (5′ 10″) | Bort-les-Orgues           |                          | |
| 2023 | Agathe Toullieu           | 21   | 1,76 m (5′ 9″)  | Cosnac                    |                          | |
| 2022 | Salomé Maud               | 23   | 1,74 m (5′ 9″)  | Limoges                   |                          | |
| 2021 | Julie Bève                | 23   | 1,71 m (5′ 7″)  | Meilhards                 |                          | |
| 2020 | Léa Graniou               | 20   | 1,72 m (5′ 8″)  | Limoges                   | Top 15                   | |
| 2019 | Alison Salapic            | 22   | 1,72 m (5′ 8″)  | Saint-Vaury               |                          | |
| 2018 | Aude Destour              | 24   | 1,76 m (5′ 9″)  | Limoges                   | Cuarta finalista         | |
| 2017 | Anaïs Berthomier          | 19   | 1,71 m (5′ 7″)  | Couzeix                   | Top 12                   | |
| 2016 | Romane Komar              | 18   | 1,75 m (5′ 9″)  | Feytiat                   |                          | |
| 2015 | Emma Bourroux             | 19   | 1,80 m (5′ 11″) | Saint-Germain-les-Vergnes |                          | |
| 2014 | Léa Froidefond            | 19   | 1,72 m (5′ 8″)  | Allassac                  |                          | |
| 2013 | Caroline Dubreuil         | 21   | 1,77 m (5′ 10″) | Limoges                   |                          | |
| 2012 | Sandra Longeaud           | 23   | 1,72 m (5′ 8″)  | Saint-Victor-en-Marche    |                          | |
| 2011 | Cindy Letoux              | 18   | 1,75 m (5′ 9″)  | Limoges                   |                          | |
| 2010 | Nellie Valentin           | 24   | 1,72 m (5′ 8″)  | Brive-la-Gaillarde        |                          | |
| 2009 | Justine Posé              | 18   | 1,77 m (5′ 10″) | Chameyrat                 | Top 12                   | |
| 2008 | Chloé Certoux             | 18   | 1,78 m (5′ 10″) | Limoges                   | Top 12                   | |
| 2007 | Charlotte Brissaud        | 22   | 1,78 m (5′ 10″) |                           |                          | |
| 2006 | Sophie Vouzelaud          | 19   | 1,79 m (5′ 10″) | Saint-Junien              | Primera finalista        | Compitió en Miss Internacional 2007                                                                               |
| 2005 | Elodie Dargier            | 20   | 1,77 m (5′ 10″) | Saint-Vaury               |                          | |
| 2004 | Wéronika Lazewski         | 18   | 1,74 m (5′ 9″)  |                           |                          | |
| 2003 | Emilie Girodias           |      |                 |                           |                          | |
| 2002 | Alexandra Dumitru         |      |                 | Le Palais-sur-Vienne      |                          | |
| 2001 | Stéphanie Kaczor          |      |                 |                           |                          | |
| 2000 | Priscilla Perrault        |      |                 | Limoges                   | Top 12                   | |
| 1999 | Lucie Magnonneau          | 20   | 1,75 m (5′ 9″)  |                           |                          | |
| 1997 | Cécile Chaminade          |      |                 |                           |                          | |
| 1996 | Stéphanie Leroy           |      |                 |                           |                          | |
| 1995 | Sophie Picaud             |      |                 |                           |                          | |
| 1994 | Eurydice Coussot          |      |                 |                           |                          | |
| 1993 | Sandra Dunoyer            |      |                 |                           |                          | |
| 1992 | Cécilia Perrier           |      |                 |                           | Segunda finalista        | |
| 1991 | Myriam Magron             |      |                 |                           |                          | |
| 1990 | Stéphanie Senelas         |      |                 |                           |                          | |
| 1989 | Melany Swell              |      |                 |                           |                          | |
| 1988 | Florence Bailet           |      |                 |                           | Top 12                   | |
| 1987 | Sylvie Loirat             |      |                 |                           |                          | |
| 1986 | Valérie Laurent           |      |                 |                           |                          | |
| 1979 | Catherine Laferte         |      |                 |                           |                          | Laferte fue coronada Miss Corrèze en 1978 y Miss Limosín en 1979.                                                 |
| 1978 | Pascale Fayraud           |      |                 |                           |                          | Fayraud fue coronada Miss Alto Vienne en 1977 y Miss Limosín en 1978.                                             |
| 1977 | Michèle Viravaud          |      |                 |                           | Tercera finalista        | |
| 1976 | Marie-Josée Santana       |      |                 |                           |                          | |
| 1975 | Angélique Dusservaix      |      |                 |                           | Tercera finalista        | Dusservaix fue coronada Miss Limosín dos años seguidos, en 1974 y 1975, y fue coronada Miss Haute-Vienne en 1976. |
| 1974 | Angélique Dusservaix      |      |                 |                           |                          | Dusservaix fue coronada Miss Limosín dos años seguidos, en 1974 y 1975, y fue coronada Miss Haute-Vienne en 1976. |
| 1970 | Francoise Rantian Juillat |      |                 |                           |                          | |

### Miss Corrèze
En 1977 y 1978, el departamento de Corrèze coronó a su propia representante de Miss Francia.
| Año  | Nombre            | Edad | Altura | Ciudad natal | Posición en Miss Francia | Notas                                                             |
| ---- | ----------------- | ---- | ------ | ------------ | ------------------------ | ----------------------------------------------------------------- |
| 1978 | Catherine Laferte |      |        |              |                          | Laferte fue coronada Miss Corrèze en 1978 y Miss Limosín en 1979. |
| 1977 | Sylvie Chiquet    |      |        |              |                          |                                                                   |

### Miss Creuse
En 1976 y 1977, el departamento de Creuse coronó a su propia representante de Miss Francia.
| Año  | Nombre             | Edad | Altura | Ciudad natal | Posición en Miss Francia | Notas |
| ---- | ------------------ | ---- | ------ | ------------ | ------------------------ | ----- |
| 1977 | Isabelle Panissier |      |        |              |                          |       |
| 1976 | Dominique Gaumet   |      |        |              |                          |       |

### Miss Alto Vienne
En 1976 y 1977, el departamento de Alto Vienne coronó a su propia representante de Miss Francia.
| Año  | Nombre               | Edad | Altura | Ciudad natal | Posición en Miss Francia | Notas |
| ---- | -------------------- | ---- | ------ | ------------ | ------------------------ | --- |
| 1977 | Pascale Fayraud      |      |        |              |                          | Fayraud fue coronada Miss Alto Vienne en 1977 y Miss Limosín en 1978.                                             |
| 1976 | Angélique Dusservaix |      |        |              |                          | Dusservaix fue coronada Miss Limosín dos años seguidos, en 1974 y 1975, y fue coronada Miss Haute-Vienne en 1976. |